# 朗比奇 (印第安納州)
朗比奇（英語：Long Beach）是一個位於美國印地安納州拉波特縣的城鎮。

## 人口
根據2010年美國人口普查的數據，朗比奇的面積為2.89平方千米，當中陸地面積為2.70平方千米，而水域面積為0.19平方千米。當地共有人口1179人，而人口密度為每平方千米408人。